# Oborisjte
Oborisjte (Bulgaars: Оборище) is een van de 24 districten van Sofia. Op 1 februari 2011 telde het district 31.060 inwoners (2,5% van Sofia). Ongeveer 22,6% van de bevolking was 65 jaar of ouder.

## Afbeeldingen

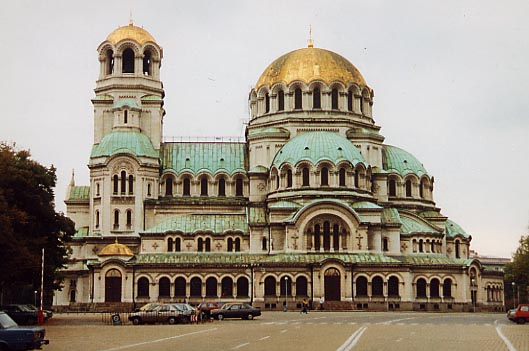
Alexander Nevski-kathedraal (Sofia)
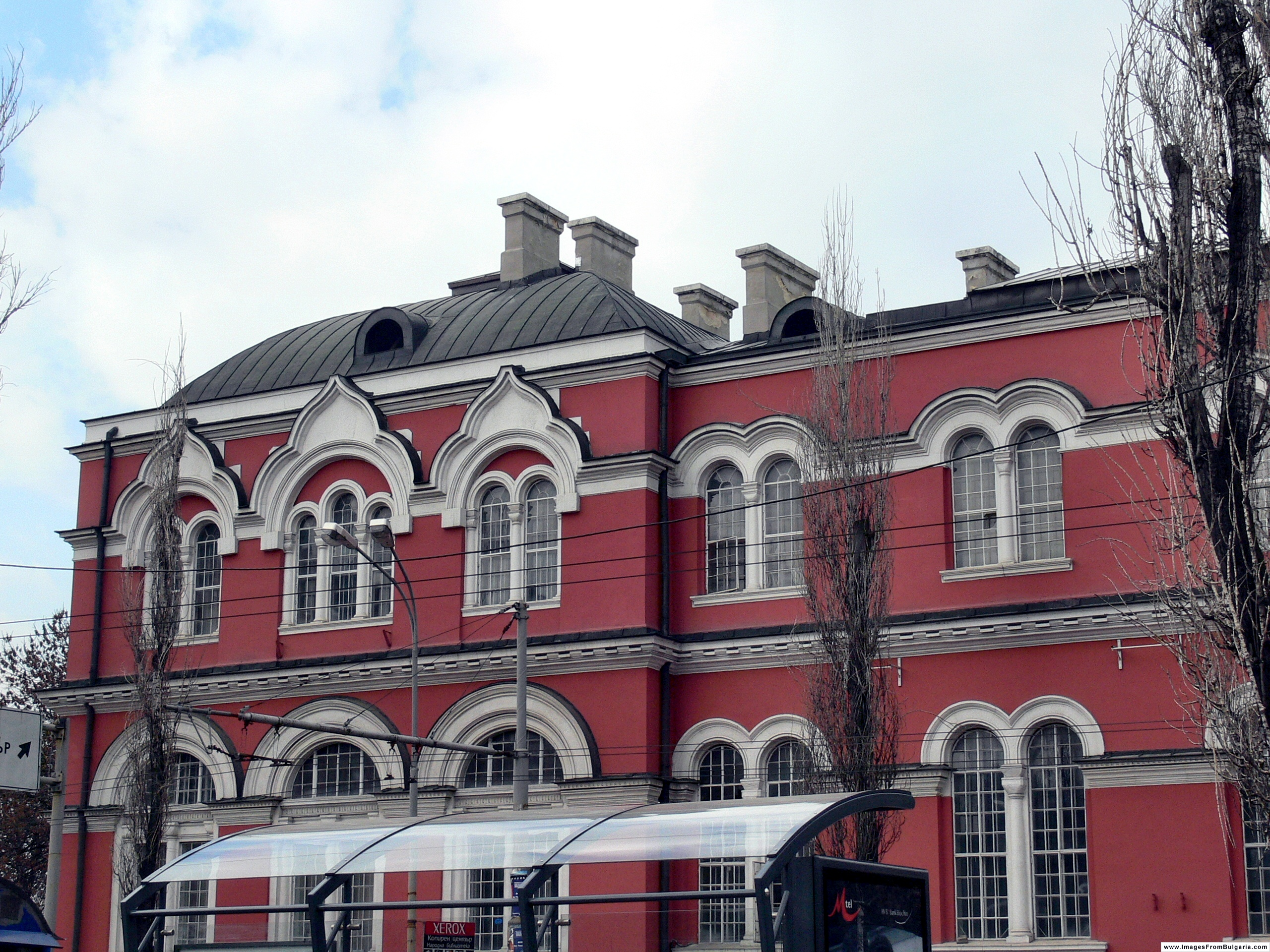
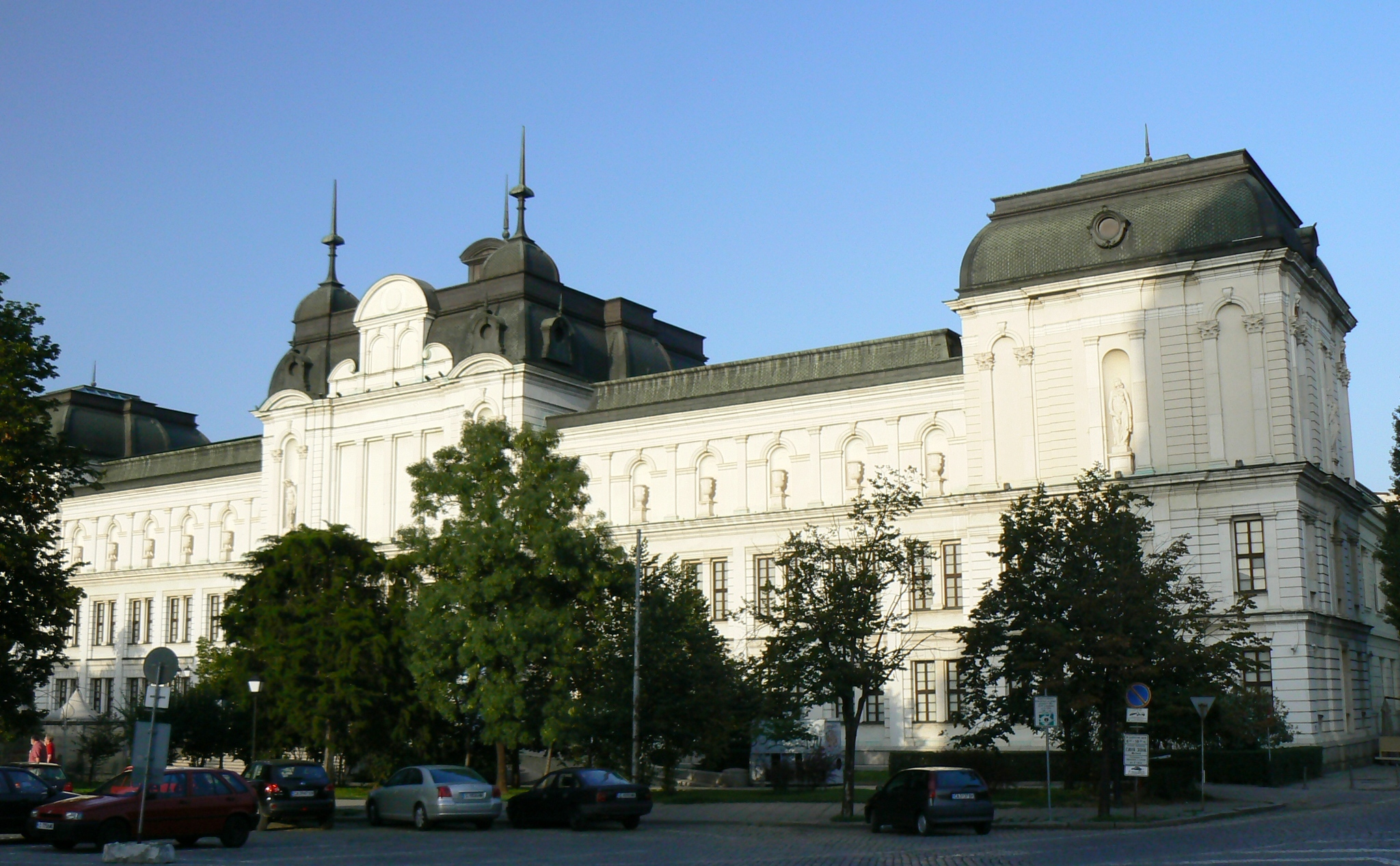